# Калинин, Борис Петрович
Борис Петрович Калинин (1913—1943) — младший лейтенант Рабоче-крестьянской Красной Армии, участник Великой Отечественной войны, Герой Советского Союза (1943).

## Биография
Борис Калинин родился 20 июля 1913 года на станции Перловская (ныне — Мытищинский район Московской области). Окончил семь классов школы и Ленинградский техникум молочной промышленности. Проживал в Москве, работал сначала рабочим, затем бригадиром Московского молокозавода № 2. После окончания Московских курсов мастером социалистического труда работал начальником цеха. В 1935—1936 годах служил в Рабоче-крестьянской Красной Армии. В августе 1941 года Калинин повторно был призван в армию. С октября того же года — на фронтах Великой Отечественной войны. Участвовал в оборонительных боях 1941 года. В 1942 году Калинин окончил Подольское артиллерийское училище. Уже в качестве офицера участвовал в Сталинградской битве, освобождении Украинской ССР. К сентябрю 1943 года гвардии младший лейтенант Борис Калинин командовал огневым взводом 45-миллиметровых орудий 53-го гвардейского кавалерийского полка 15-й гвардейской кавалерийской дивизии 7-го гвардейского кавалерийского корпуса 61-й армии Центрального фронта. Отличился во время битвы за Днепр.
В конце сентября 1943 года взвод Калинина успешно переправился через Днепр в районе села Нивки Брагинского района Гомельской области Белорусской ССР и принял активное участие в боях за плацдарм на его западном берегу. 2-5 октября он участвовал в освобождении населённых пунктов Злодеевка, Вильямовка, Посудово. В бою за Посудово артиллеристы взвода Калинина сорвали немецкую контратаку. В том бою Калинин получил тяжёлое ранение, от которого скончался 10 октября 1943 года. Похоронен в братской могиле в селе Пилипча Репкинского района Черниговской области.
Указом Президиума Верховного Совета СССР от 24 декабря 1943 года за «образцовое выполнение боевых заданий командования на фронте борьбы с немецкими захватчиками и проявленные при этом отвагу и геройство» гвардии младший лейтенант Борис Калинин посмертно был удостоен высокого звания Героя Советского Союза. Также был награждён орденами Ленина и Красной Звезды.